# The Miracles
The Miracles (i perioden fra 1965 til 1972 Smokey Robinson & the Miracles) er en amerikansk rhythm and blues gruppe fra Detroit, Michigan. The Miracles var den første gruppe på pladeselskabet Motown Records, der opnåede større succes. The Miracles' single "Shop Around" blev Motowns første millionsælgende hitsingle, og gruppen identificerede i høj grad Motown op gennem 1960'erne. I samme periode blev The Miracles' oprindelige forsanger og grundlægger Smokey Robinson en af historiens mest succesfulde sangskrivere og pladeproducere. 
Over en periode på 19 år opnåede The Miracles mere end 50 hits, der bragte dem på hitlisterne inden for doo-wop, soul, disco, og R&B. 25 af sangene nåede Top Ti på Billboards R&B singles chart, herunder fire nr. 1 hits. Seksten af The Miracles' sange nåede Top 20 på Billboard Hot 100, heraf nåede syv Top Ti, og to sange  – "The Tears of a Clown" (1970) og "Love Machine (Part 1) (1975)" – nåede førstepladsen.
The Miracles, der af kritikere omtales som Motowns "soul supergruppe", er optaget i diverse "Hall of Fames", herunder Grammy Hall of Fame, Vocal Group Hall of Fame og Doo-Wop Hall of Fame og har endvidere modtaget flere priser, herunder The Rhythm and Blues Foundations Pioneer Award, og flere priser fra Broadcast Music Incorporated. The Miracles har en stjerne på Hollywood Walk of Fame.
På Rolling Stone Magazines liste fra 2004 over historiens 100 største artister indgik Smokey Robinson & the Miracles som nr. 32.
Motowns grundlægger og første direktør Berry Gordy udtalte om The Miracles: "Uden the Miracles ville Motown ikke være dét, som Motown er i dag".

## Historie

### De tidlige år
The Miracles opstod, da to unge studerende fra Detroit, William Robinson og Ronald White i 1955 slog sig sammen og dannede doo-wop-gruppen The Five Chimes. White og Robinson, med tilnavnet "Smokey" på grund af hans store interesse i westernfilm, var begyndt at synge sammen allerede i femte klasse, og de to optog yderligere en anden af Robinsons barndomsvenner, Pete Moore, og senere Clarence Dawson og James Grice, i gruppen. Dawson og Grice blev dog hurtigt udskiftet med fætrene Emerson og Bobby Rogers, og gruppen ændrede navn til The Matadors. Emerson blev indkaldt til militærtjeneste i 1956 og blev erstattet af sin søster Claudette Rogers, der senere blev gift med Smokey Robinson i 1959. I 1958 kom guitaristen Marv Tarplin med i gruppen. Tarplin havde tidligere spillet med The Primettes, der senere blev til The Supremes. 
Med denne besætning (Robinson, White, Moore, Claudette Rogers og Tarplin) optrådte The Matadors for soulstjernen Jackie Wilson på en audition. Wilson havde dog ikke megen tiltro til gruppen, der med sin opsætning "4 mand, 1 pige" efter Wilsons opfattelse mindede for meget om en af tidens store vokalgrupper The Platters. På vej ud af døren mødte gruppen dog en af Wilsons sangskrivere, Berry Gordy, Jr. Gordy syntes godt om gruppen og blev kort efter deres manager. Berry Gordy bistod endvidere Smokey Robinson og hjalp ham til at forbedre sangskrivningen. 
Gordy og hans kollega Billy Davis havde skrevet en sang "Got a Job" som et modsvar til The Silhouttes hit-sang "Get a Job". The Matadors indspillede "Got a Job" på single, og Gordy arrangerede en pladekontrakt med gruppen på End Records. På dette tidspunkt ændrede gruppen navn til 'The Miracles', da 'Matadors' havde en mere maskulin klang, hvilket ikke helt passede til gruppens besætning med Claudette Rogers som deltager. Gordy var nu en væsentlig ekstern bidragsyder til gruppen, og han og Robinson skrev sammen en anden Miracles single "Bad Girl". "Bad Girl" blev udsendt på Chess Records og blev gruppens første single, der nåede hitlisterne, da singlen opnåede en plads som nr. 93 på Billboard Hot 100. Andre af de tidlige sange, der opnåede bevågenhed på R&B-hitlisterne var "Way over There" (der også kom ind som nr. 94 på Pop hitlisten), "I Need a Change", "I Cry" (1958), "Whatever Makes You Happy" (1963), "I Need Some Money"(1959), '"I Love Your Baby" (1959), "All I Want Is You" (1959), "Would I Love You", "Mama Done Told Me", "Happy Landing" (1962), og "(You Can) Depend on Me" (1959).
På trods af de mange hits opnåede gruppen og sangskriverne dog ikke nogen væsentlig økonomisk succes, og i skuffelse herover foreslog Robinson, at Berry Gordy selv etablerede et pladeselskab. Gordy tog udfordringen op, og i 1959 grundlagde Gordy pladeselskabet Tamla (senere Motown Records), der skrev kontrakt med The Miracles som en af de første artister. I 1961 blev Robinson udnævnt til vicedirektør (Vice President) i selskabet. 

### Succes på Motown: 1960–1967
Efter tre singler uden succes blev The Miracles' fjerde single på Tamla "Shop Around" (B-side "Who's loving you") fra 1960 det første Motown hit. "Shop Around" var den første Motown-sang, der blev nr. 1 på den amerikanske R&B-hitliste og den første, der solgte mere end en million eksemplarer. Både A- og B-siden på singlen blev standarder for R&B og rockbands i flere årtier efter. Successen betød, at The Miracles som det første navn fra Motown opnåede en optræden i det dengang populære TV-show Dick Clark's American Bandstand den 27. december 1960. "Shop Around" blev fulgt op af en række yderligere hits, bl.a. "You Really Got a Hold on Me" (Top 10) (1962), "What's So Good About Goodbye" (1962), "I'll Try Something New (1962)" "Mickey's Monkey" (Top 10) (1963), "I Gotta Dance to Keep From Crying" (1963), "I Like It like That" (1964), "That's What Love Is Made Of" (1964), "Come On Do the Jerk"
(1964), "Going to a Go-Go" (1965), "My Girl Has Gone" (1965), "The Tracks of My Tears" (1965), og gruppens signatursang, "Ooh Baby Baby" (alle Top 20, 1965). 
The Miracles var nu et af de varmeste navne i amerikansk show business og det mest populære navn på Motown. The Miracles' succes banede vejen for en lang række øvrige artister på Motown, og The Miracles var da også topnavnet på koncertrækken Motor Town Revue, der fandt sted i starten af 1960'erne. Som topnavnet afsluttede The Miracles koncerterne, hvilket gav den tilnavnet "The Showstoppers". 
Gruppen udøvede indflydelse på en stort antal musikere på den den tid, herunder The Beatles, der indspillede et cover af "You Really Got a Hold on Me" på gruppens andet album With the Beatles. John Lennon fra The Beatles angav Smokey Robinson som en af sine favorit-sangskrivere og The Miracles' "I've Been Good to You" som en af sine yndlingssange. Beatles-sangen "Ask Me Why" skrevet af Lennon var influeret af The Miracles hittet "What's So Good About Goodbye". George Harrison var også en stor beundrer af Smokey Robinsen og skrev i 1976 sangen "Pure Smokey" som en hyldest til Robinson, ligesom The Rolling Stones indspillede et cover af Miracles hittet fra 1965 "Going to a Go-Go". Andre covers omfatter The Hollies ("Mickey's Monkey"), The Zombies ("You've Really Got a Hold on Me") og The Who ("I Gotta Dance to Keep from Crying"). Ved midten af 1960'erne opnåede britisk popmusik stor indflydelse i USA (den såkaldte 'British Invasion'), hvilket betød enden på mange amerikanske artisters karrierer, men 'the brit invasion' fik ingen indvirkning på The Miracles' popularitet i disse år, og mange britiske bands lod sig i stedet influere af The Miracles. 
Udover arbejdet med The Miracles arbejdede Smokey Robinson og en række af gruppens øvrige medlemmer med andre grupper på Motown. Robinson bistod og rådgav i starten af 1960'erne bl.a. "The Supremes" og "The Temptations", og medlemmer af The Miracles skrev i de år en lang række sange for Motown artister, eksempelvis sange for Temptations ("The Way You Do The Things You Do", "My Girl", "Don't Look Back", "I'll Be in Trouble", "You've Got to Earn It", "Since I Lost My Baby", "It's Growing" "My Baby", "Get Ready"), for Mary Wells ("My Guy", "The One who Really Loves You", "What Love Has Joined Together", "You Beat Me to the Punch", "Two Lovers"), Marvin Gaye ("I'll Be Doggone", "One More Heartache", "Ain't that Peculiar", "Take this Heart of Mine"), The Marvelettes ("Don't Mess with Bill", "The Hunter Gets Captured by the Game"), The Contours ("First I Look at the Purse", "That Day When She Needed Me"), og Brenda Holloway ("When I'm Gone" og "Operator").
På trods af The Miracles' succes kæmpede gruppen med en række problemer i starten og midten af 1960'erne. Under den første Motor Town Revue koncertturne blev Robinson hårdt ramt af influenza og Claudette Robinson måtte overtage rollen som forsanger i gruppen. Peter Moore var blevet indkaldt til militæret og var væk fra gruppen i mere end et år. Smokey og Claudette forsøgte at få børn sammen, men det hårde turnéliv medførte at Claudette gentagne gange aborterde. I starten af 1964 besluttede Claudette Robinson at ophøre med at turnere og i stedet blive i Detroit. Hun fortsatte dog med at synge back-up på pladeindspilninger med gruppen indtil 1972. 

### Navneændring: Smokey Robinson & the Miracles: 1965–1972
The Miracles' succes medførte en lang række tv-optrædener i datidens store tv-show i USA, herunder The Ed Sullivan Show, Shindig!, Hullabaloo, American Bandstand, The Mike Douglas Show, The Andy Williams Show, Hollywood A Go-Go og det engelske Ready Steady Go!.  Gruppen var særdeles populær i England, og de optrådte i 1968 med en Royal Command Performance for Dronning Elizabeth II.
I erkendelse af Robinsons store betydning for gruppen besluttede Berry Gordy i 1965 at ændre The Miracles navn til "Smokey Robinson & the Miracles", selvom gruppen på de udgivne singler indtil 1967 dog fortsat blev angivet som The Miracles. Gruppen opnåede i 1966 og 1967 en række solide hits, men henimod slutningen af 1960'erne skiftede musiksmagen, og The Miracles og en række andre Motown-navne oplevede vigende interesse. Smokey Robinson var træt af det hårde turneliv, der holdt ham væk fra familien i Detroit og sit job som vicedirektør i Motown, og han begyndte at planlægge en solokarriere i stedet. Robinson orienterede de øvrige bandmedlemmer om planerne i 1969, men da genudgivelsen af "The Tears of a Clown" i 1970 gav gruppen dens største hit til dato, blev planerne udskudt.
"The Tears of a Clown" var blevet udgivet allerede i 1967 på albummet Make It Happen, men ved genudsendelsen på single i 1970 opnåede gruppen det første nr. 1 hit i USA. Sangen nåede også nr. 1 i England og gav yderligere interesse for The Miracles. Samme år fik gruppen sit eget Tv-show på ABC-netværket The Smokey Robinson Show, hvor gruppen optrådte sammen med gæsteoptrædener fra The Temptations, The Supremes og Stevie Wonder. Showets væsentligste funktion var at danne fundamentet for Smokey Robinsons kommende solokarriere.

### Smokey Robinson erstattes af Billy Griffin
Efter yderligere et Top 20 hit i slutningen af 1971, "I Don't Blame You at All", meddelte Robinson, at han ønskede at forlade The Miracles, og gruppen begyndte herefter en seks måneder lang afskedsturne i USA. Samtidig med turnéen udgav gruppen i 1972 studiealbummet Flying High Together, hvorfra singlen "We've Come Too Far to End It Now", blev et Top 10 R&B hit.
Robinsons sidste optræden som medlem af The Miracles fandt sted den 16. juli 1972 i Carter Barron Amphitheater i Washington, D.C.. Ved denne optræden optrådte Claudette Robinson med gruppen for første gang i otte år. Efter afslutningen af turnéen udgav Motown et livealbum med titlen Smokey Robinson & the Miracles: 1957–1972. Robinson havde den 13. juli 1972 introduceret gruppens fremtidige forsanger, Billy Griffin til det amerikanske tv-publikum på  NBC's show The Midnight Special, hvor Robinson var vært.
Da Smokey Robinson forlod The Miracles, forlod også Claudette Robinson og Marv Tarplin gruppen. Claudette forlod musikbranchen helt, og Tarplin fortsatte med at arbejde sammen med Smokey Robinson. Tarplin blev i The Miracles erstatet af Billy Griffins bror, Donald Griffin. The Miracles' førte album efter Smokey Robinson var det anmelderroste album Renaisance fra 1973. 
The Miracles fortsatte og opnåede ni hits, der nåede hitlisterne, herunder "Love Machine (Part 1)", der nåede nr. 1 i USA i 1976 og som blev gruppens største hit nogensinde. Efterfølgende udgivelser kunne dog ikke følge op på successen med Love Machine, og i 1977 forlod gruppen Motown til fordel for Columbia Records, hvor de udgav den kontroversielle single "Spy For Brotherhood", taget fra albummet Love Crazy (1973). "Spy For Brotherhood" blev af flere radiostationer nægtet spilletid grundet protester fra FBI. De senere udgivelser på Colombia havde dog ikke samme popularitet som gruppens ældre Motown hits.

### Senere år
I 1978 forlod Billy Griffin og Pete Moore gruppen for i stedet at koncentrere sig om sangskrivning. Griffin havde en kort solokarriere i starten af 1980'erne, hvor han opnåede et mindre hit med "Hold Me Tighter in the Rain". Ronnie White og Bobby Rogers optog i stedet Dave Finley og Carl Cotton som nye medlemmer. Efter en optræden med Smokey Robinson i et tv-show Motown 25 i 1983 blev The Miracles opløst samme år.
I 1993 afholdt Motown et arrangement i anledning af 35-året siden dannelsen af The Miracles, og Ronnie White og Bobby Rogers besluttede sig for at gendanne gruppen. Sammen med Dave Finley optog de Sidney Justin (tidligere Shalamar) som det fjerde medlem, og begyndte at optræde og turnere. Ronnie White, der var det eneste oprindelige medlem tilbage i gruppen, døde af leukæmi i 1995, og gruppen fortsatte herefter som en trio. 
Tee Turner blev optaget i gruppen som bassist, og blev i 2001 gruppens fjerde sanger. I 2000'erne optrådte The Miracles sporadisk sammen i en besætning bestående af Bobby Rogers, Dave Finley, Tee Turner, hvoraf Bobby Rogers var det eneste medlem, der var med i i gruppens storhedstid.  Claudette Robinson optrådte ved enkelte lejligheder sammen med gruppen. Bobby Rogers fik imidlertid helbredsproblemer i 2011, hvorefter gruppen ophørte. Bobby Rodgers døde i 2013.

## Priser og hæder
I 1987 blev Smokey Robinson optaget i Rock and Roll Hall of Fame som soloartist, hvorimod de øvrige medlemmer af det originale Miracles – Bobby Rogers, Ronnie White, Pete Moore, Marv Tarplin og Claudette Robinson – ikke blev optaget. Beslutningen om alene af optage Robinson, og ikke resten af gruppen, er blevet kritiseret, også af Smokey Robinson selv. Udelukkelsen har vakt undren, da eksempelvis Rolling Stone Magazine har optaget The Miracles på bladets liste over "udødelige" (Immortals — The 50 Greatest Artists Of All Time), og da gruppen har tre sange på The Rock and Roll Hall Of Fames egen liste The 500 Songs That Helped Shape Rock and Roll, ligesom gruppen var den første gruppe på Motown. 
Som gruppe blev The Miracles tildelt Rhythm and Blues Foundations Pioneer Award i 1997 og blev i 2001 optaget i Vocal Group Hall of Fame. Selvom gruppen teknisk set ikke var en Doo-Wop gruppe (men spillede i denne genre ved gruppens start), blev de optaget i Doo-Wop Hall of Fame. Gruppen og dens medlemmer er blevet tildelt yderligere en lang række priser i anerkendelse af betydningen for populærmusikkens udvikling og sangskrivningen. 
The Miracles blev 2009 tildelt en stjerne på Hollywood Walk of Fame.

### Grammy Hall of Fame
Fire af The Miracles' sange har modtaget prisen Grammy Hall of Fame Award, der siden 1973 er tildelt indspilninger, der er mindst 25 år gamle, og som har væsentlig kvalitet eller historisk relevans. The Miracles er i 2011 den Motown-gruppe, der har modtaget flest Grammy Hall of Fame Awards. 
| Grammy Hall of Fame Awards – The Miracles: |                                |                          |       |         |
| Indspilningsår                             | Titel                          | Genre                    | Label | Tildelt |
| 1962                                       | You've Really Got a Hold on Me | Traditional R&B (Single) | Tamla | 1998    |
| 1965                                       | The Tracks of My Tears         | Traditional R&B (Single) | Tamla | 2007    |
| 1970*                                      | The Tears of a Clown           | Pop (Single)             | Tamla | 2002    |
| 1960                                       | Shop Around                    | Traditional R&B (Single) | Tamla | 2006    |

- *"The Tears of a Clown" blev udsendt på single i 1970, men blev indspillet allerede i 1966 og udgivet på albummet Make It Happen i 1967.

### Rolling Stone's 500 Greatest Songs of All Time
The Miracles har tre sange på Rolling Stone Magazines 500 Greatest Songs of All Time:
| Rolling Stone's 500 Greatest Songs of All Time – The Miracles: |                        |              |                |           |
| Indspilningsår                                                 | Titel                  | Genre        | Label          | Placering |
| 1965                                                           | Ooo Baby Baby          | R&B (Single) | Tamla (Motown) | #262      |
| 1965                                                           | The Tracks of My Tears | R&B (Single) | Tamla (Motown) | #50       |
| 1960                                                           | Shop Around            | R&B (Single) | Tamla (Motown) | #495      |

The 500 Greatest Songs of All Time blev udgivet som en særudgave af Rolling Stone magazine i november 2004. Sangene blev udvalgt af 172 musikere, kritikere og personer fra musikindustrien.

### The Rock and Roll Hall of Fames "500 Songs that Shaped Rock and Roll"
På trods af, at The Miracles ikke er optaget i Rock and Roll Hall of Fame (pr. 2011) har gruppen tre sange på RRHOF liste over de 500 bedste sange:
| The Rock and Roll Hall of Fame's 500 Songs that Shaped Rock and Roll -The Miracles: |                        |              |                |                         |
| Indspilningsår                                                                      | Titel                  | Genre        | Label          | Album                   |
| 1965                                                                                | Going to a Go-Go       | R&B (Single) | Tamla (Motown) | Going to a Go-Go        |
| 1965                                                                                | The Tracks of My Tears | R&B (Single) | Tamla (Motown) | Going to a Go-Go        |
| 1960                                                                                | Shop Around            | R&B (Single) | Tamla (Motown) | Hi … We're the Miracles |

## Medlemmer
Originale medlemmer
- Claudette Rogers Robinson (1957–1972, 1983, optrådte lejlighedsvist mellem 1993 og 2011)
- Ronald "Ronnie" White (1955–1978, 1980–1983, 1993–1995) død 1995
- Robert "Bobby" Rogers (1955–1978, 1980–1983, 1993–2011) død 2013
- Warren "Pete" Moore (1955–1978) død 2017
- William "Smokey" Robinson, Jr. (1955–1972, 1983)
- Marv Tarplin (1958–1973) død 2011

Tidslinje

## Diskografi (udvalg)

### Top 20 Singler i USA og Storbritannien
- 1960: "Shop Around" (US: #2)
- 1962: "You've Really Got a Hold on Me" (US #8)
- 1963: "Mickey's Monkey" (US #8)
- 1965: "Ooo Baby Baby" (US: #16)
- 1965: "The Tracks of My Tears" (US #16, UK #9)
- 1965: "My Girl Has Gone" (US #14)
- 1965: "Going to a Go-Go" (US #11)
- 1966: "(Come 'Round Here) I'm the One You Need" (US #17, UK #13)
- 1967: "The Love I Saw in You Was Just a Mirage" (US #20)
- 1967: "I Second that Emotion" (US #4)
- 1968: "If You Can Want" (US: #11)
- 1969: "Baby, Baby Don't Cry" (US #8)
- 1970: "The Tears of a Clown" (US #1, UK: #1)
- 1971: "I Don't Blame You at All" (US #18, UK #11)
- 1974: "Do It Baby" (US #13)
- 1976: "Love Machine – Pt. I"(US #1, UK #3)

### Top 40 album
- 1965: Greatest Hits from the Beginning (US #21)
- 1965: Going to a Go-Go (US #8)
- 1967: Make It Happen (US #28)
- 1968: Greatest Hits, Vol. 2 (US #7)
- 1969: Time Out for Smokey Robinson & the Miracles (US #25)
- 1975: City of Angels (US #33)

## Eksterne links
- Wikimedia Commons har flere filer relateret til The Miracles
- The Miracles på Allmusic
- The Miracles på Discogs
- The Miracles på MusicBrainz
- The Miracles på Last.fm
- The Miracles' officielle website Arkiveret 24. juli 2011 hos  Wayback Machine
- The Hollywood Walk Of Fame welcomes Motown's First Group- The Miracles
- The Miracles' Hollywood Walk of Fame induction – Hiphollywood.com video news report
- Interview med Smokey Robinson af Pete Lewis, 'Blues & Soul' December 1992 Arkiveret 24. november 2017 hos  Wayback Machine
- The Miracles – History of Rock website
- The Miracles' Hollywood Walk of Fame page
- The Miracles – Future Rock Legends
- The Miracles' Vocal Group Hall Of Fame Induction site Arkiveret 27. september 2007 hos  Wayback Machine
- The Miracles on the Soul Patrol Website Arkiveret 11. april 2013 hos  hos Archive.is
- Gonna Take Some Miracles – The Story of the Miracles – from the Blurt Online  website – by Rick Allen Arkiveret 10. februar 2013 hos  Wayback Machine
- The Miracles – Concerts, Recording sessions, and Discography – from "The Concert Database" website